# كريس أومالي
كريس أومالي (بالإنجليزية: Chris O'Malley)‏ هو سياسي أيرلندي، ولد في 9 يونيو 1959. حزبياً، نشط في حزب العمال (جمهورية أيرلندا). وقد انتخب عضو في البرلمان الأوروبي عن دائرة دبلن ‏ لترشحه ضمن  قائمة فاين جايل، وقد انضم خلال فترته النيابية (3 يونيو 1986 – 24 يوليو 1989)  للكتلة البرلمانية الكتلة البرلمانية لحزب الشعب الأوروبي.